# Ormoy-lès-Sexfontaines
Ormoy-lès-Sexfontaines è un comune francese di 41 abitanti situato nel dipartimento dell'Alta Marna nella regione del Grand Est.

## Società

### Evoluzione demografica
Abitanti censiti